# Brian Lane
Brian John Edward « Sandy » Lane, né le 18 juin 1917 à Harrogate et mort le 13 décembre 1942 en mer du Nord, est un aviateur britannique de la Royal Air Force (RAF) pendant la Seconde Guerre mondiale.

## Biographie
Il commande notamment le No. 19 Squadron RAF (en).
Lane est l'auteur de Spitfire!, initialement publié en 1942 sous le pseudonyme B. J. Ellan. Ce livre est un récit de première main de ses expériences en tant que pilote de Supermarine Spitfire et est l'un des rares récits autobiographiques contemporains de la vie d'un pilote de Spitfire pendant la bataille d'Angleterre.
Il était marié avec Eileen Ellison (en), une pilote de course avant guerre.
Il meurt en 1942, disparu en mer du Nord.

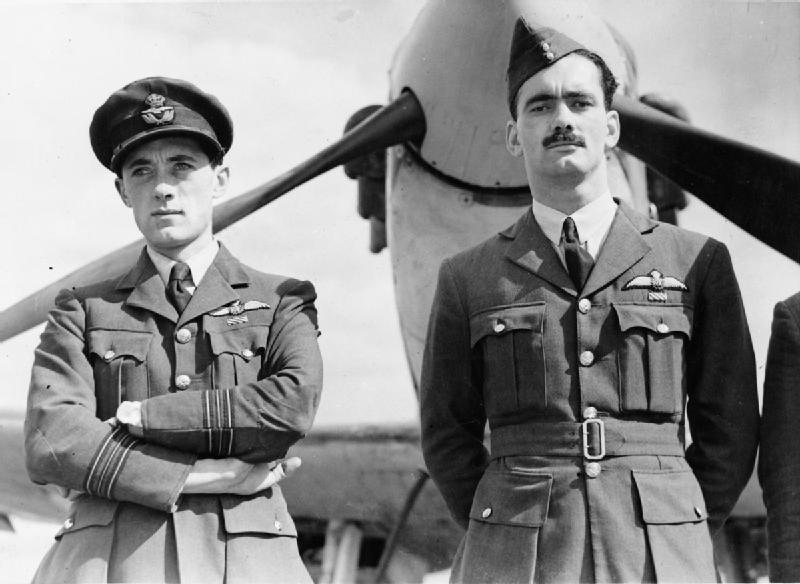
Brian Lane (gauche).
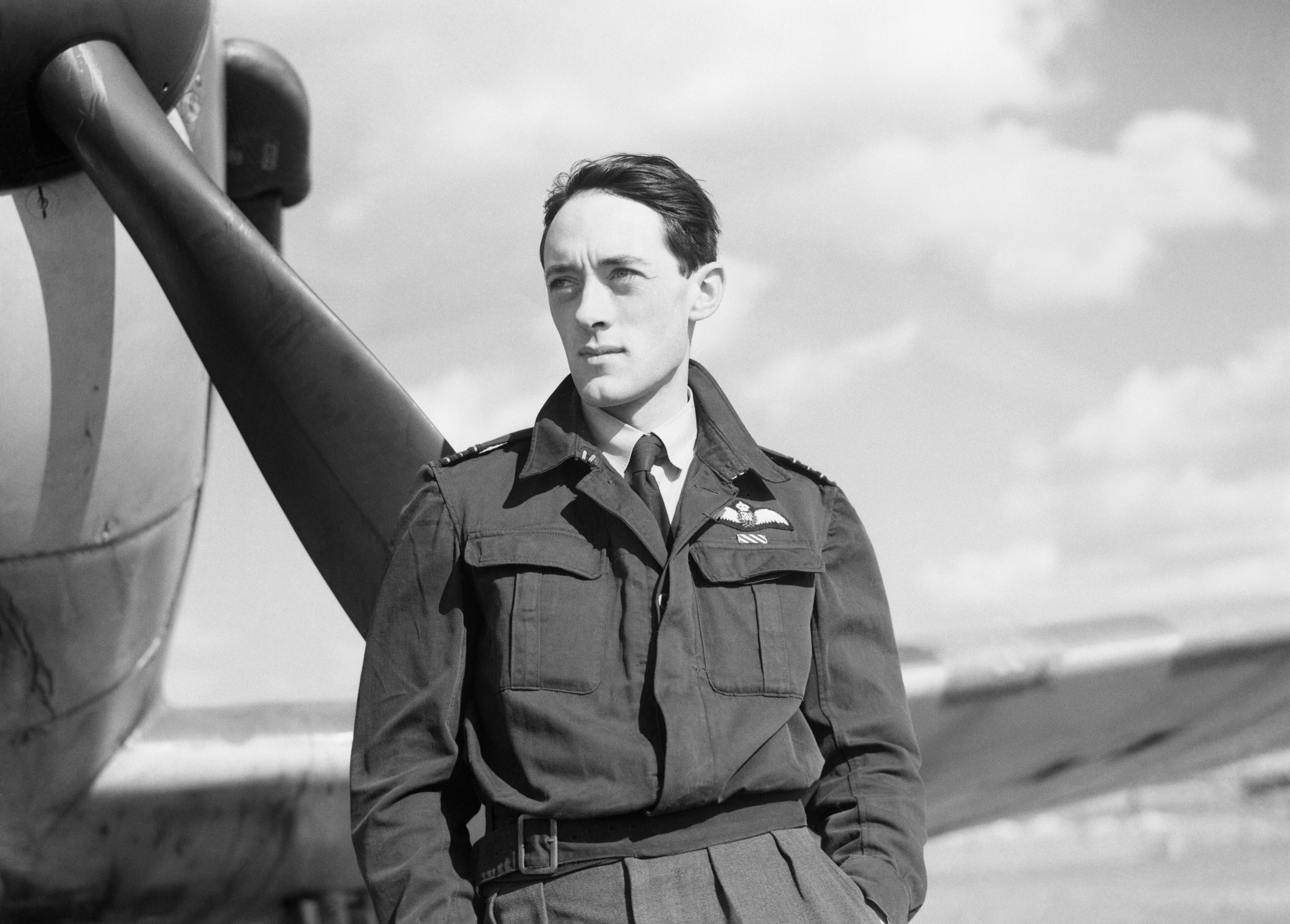
Brian Lane.
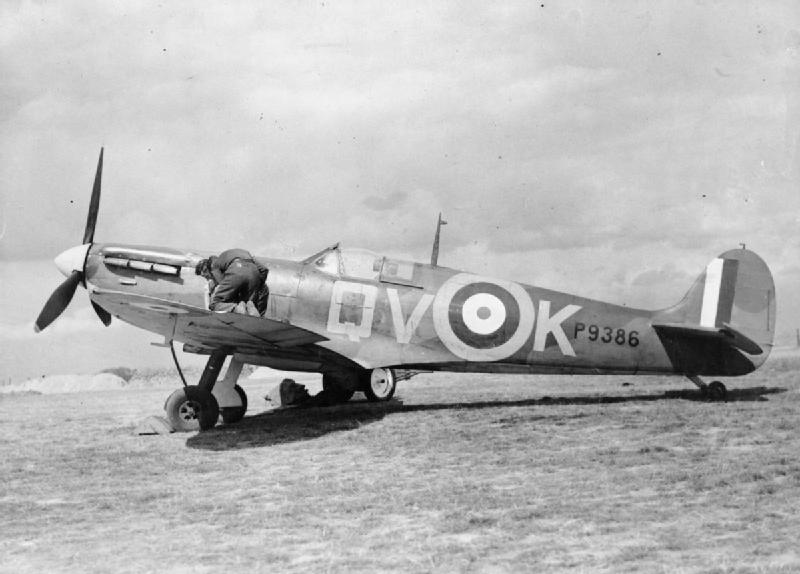
Le Spitfire de Lane.
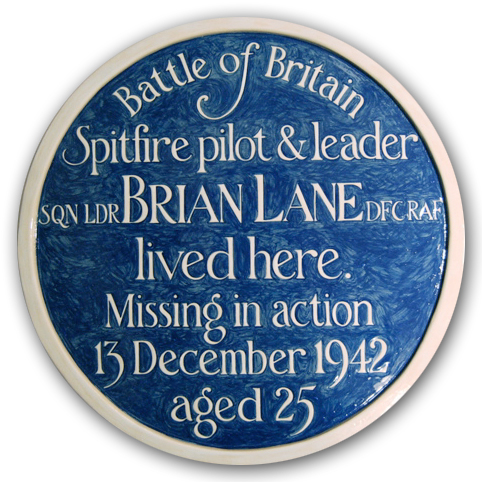
Plaque commémorative à Pinner.